# Gira 25 Aniversario
Esta es la décima gira de la cantante Marta Sánchez donde promociona su disco De par en par es una gira de todos sus éxitos.

## Repertorio
- Acto 1

Intro
1. «Soy Yo» (versión años 50)
2. «En Tus Brazos»
3. «Moja mi Corazon»
4. «Con Solo Una Mirada»
5. «Desesperada»
6. «Nostalgia»
7. «Vivo Por Ella»«Los Mejores Años»«Sigo Intentando»
8. «De Mujer a Mujer» (versión años 50)
9. «Libre»

- Acto 2

1. «Reina de la Radio»
2. «Cancion Para Daniela»
3. «Levantate»
4. «Soldados del Amor»
5. «Quiero Mas de Ti / Desesperada»
6. «Desconocida»
7. «Soy Yo» (versión disco)

- Acto 3

1. «Si me Cambian los Recuerdos»
2. «Colgando en Tus Manos»
3. «Arena y Sol»
4. «La Chica Yeye»

## Fechas
| Europa                   |                      |        |                           |
| 23 de junio de 2010      | Mieres               | España | Parque Jovellanos         |
| 4 de julio de 2010       | Llanera              | España | Recinto ferial            |
| 7 de julio de 2010       | Valladolid           | España | Patio de San Benito       |
| 1 de agosto de 2010      | Ciudad de México     | México | Auditorio Nacional        |
| 7 de agosto de 2010      | Alicante             | España | Estadio municipal         |
| 17 de agosto de 2010     | Málaga               | España | Auditorio municipal       |
| 20 de agosto de 2010     | Luarca               | España | Plaza Mayor               |
| 22 de agosto de 2010     | Torrelavega          | España | Auditorio municipal       |
| 23 de agosto de 2010     | Bilbao               | España | Plaza de Europa           |
| 24 de agosto de 2010     | Paterna              | España | Aparcamiento de Torongers |
| 11 de septiembre de 2010 | Salamanca            | España | Plaza Mayor               |
| 17 de septiembre de 2010 | Fuenlabrada          | España | Campo de fútbol           |
| 25 de noviembre de 2010  | Madrid               | España | Teatro Compac de Gran Vía |
| 26 de noviembre de 2010  | Madrid               | España | Teatro Compac de Gran Vía |
| 27 de noviembre de 2010  | Madrid               | España | Teatro Compac de Gran Vía |
| 28 de noviembre de 2010  | Madrid               | España | Teatro Compac de Gran Vía |
| 12 de febrero de 2011    | Almería              | España | Auditorio Maestro Padilla |
| 13 de mayo de 2011       | Talavera de la Reina | España | Plaza Comarca             |
| 25 de junio de 2011      | Monte                | España | Campo de fútbol           |
| 2 de agosto de 2011      | Julia                | España | Plaza Principal           |
| 13 de agosto de 2011     | San Sebastián        | España | Plaza de Toros            |
| 6 de septiembre de 2011  | Alcorcón             | España | Campo de fútbol           |
| 11 de septiembre de 2011 | Valdemoro            | España | Plaza de la Constitución  |

- Datos: Q28501291